# Bungotakada
Bungotakada (japanska: 豊後高田市?, Bungotakada-shi), eller Bungo-Takada, är en stad i Ōita prefektur i södra Japan. Staden fick stadsrättigheter 1954.